# Список синглов № 1 в США в 2014 году (Billboard)

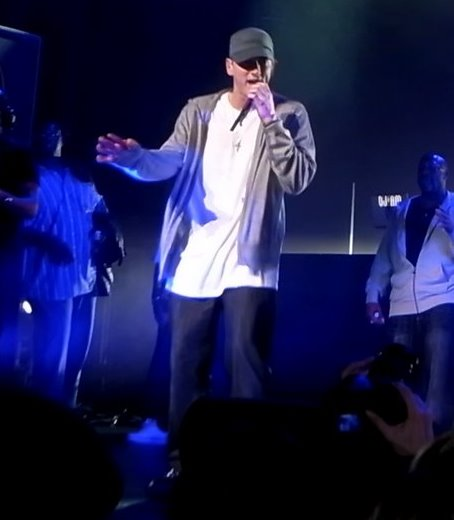
Eminem с синглом «The Monster» при участии Рианны возглавил январский чарт.

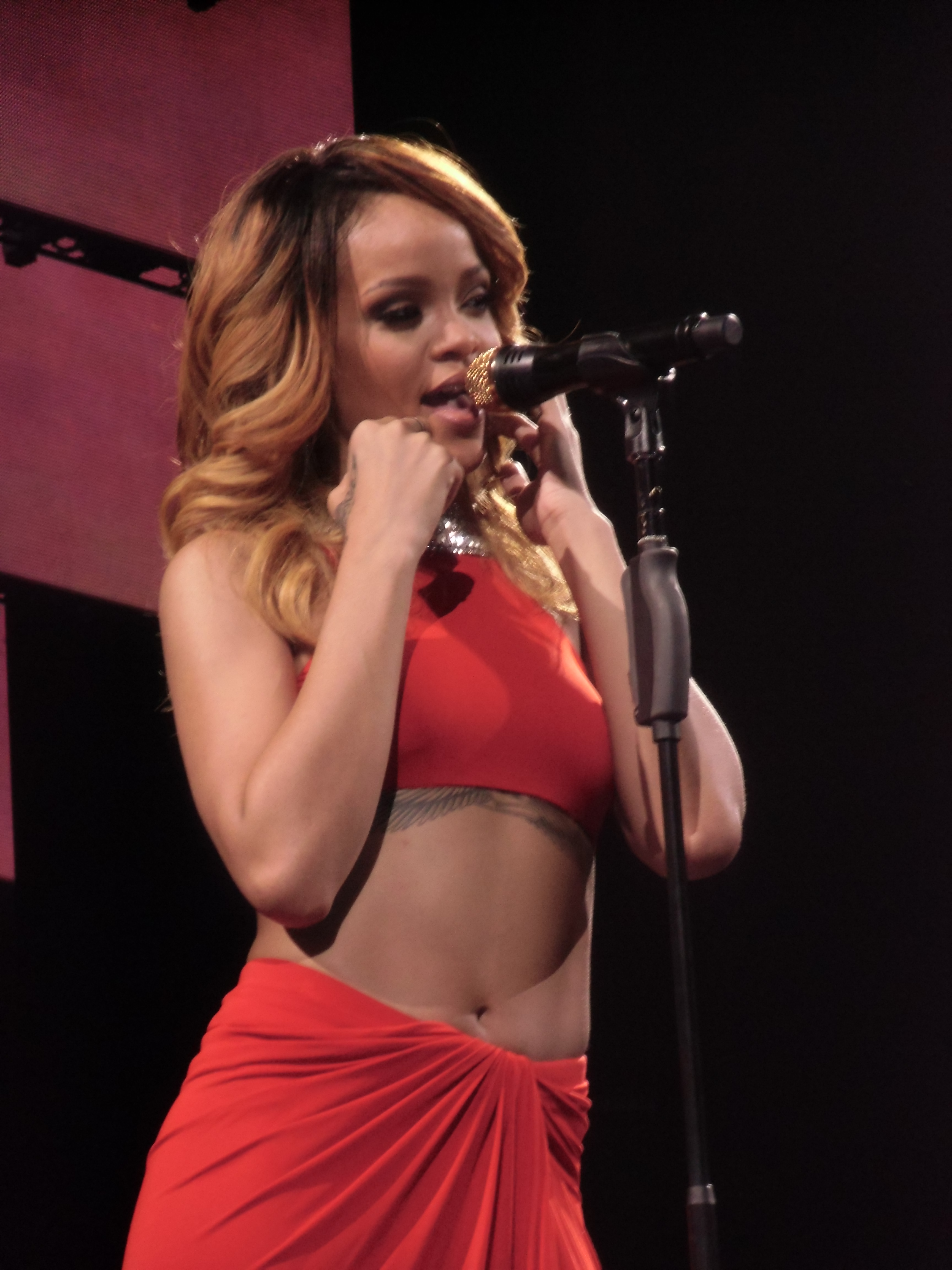
Рианна в дуэте с Эминемом в 13-й раз возглавила хит-парад США.

Кэти Перри с синглом «Dark Horse» в 9-й раз возглавила хит-парад США.

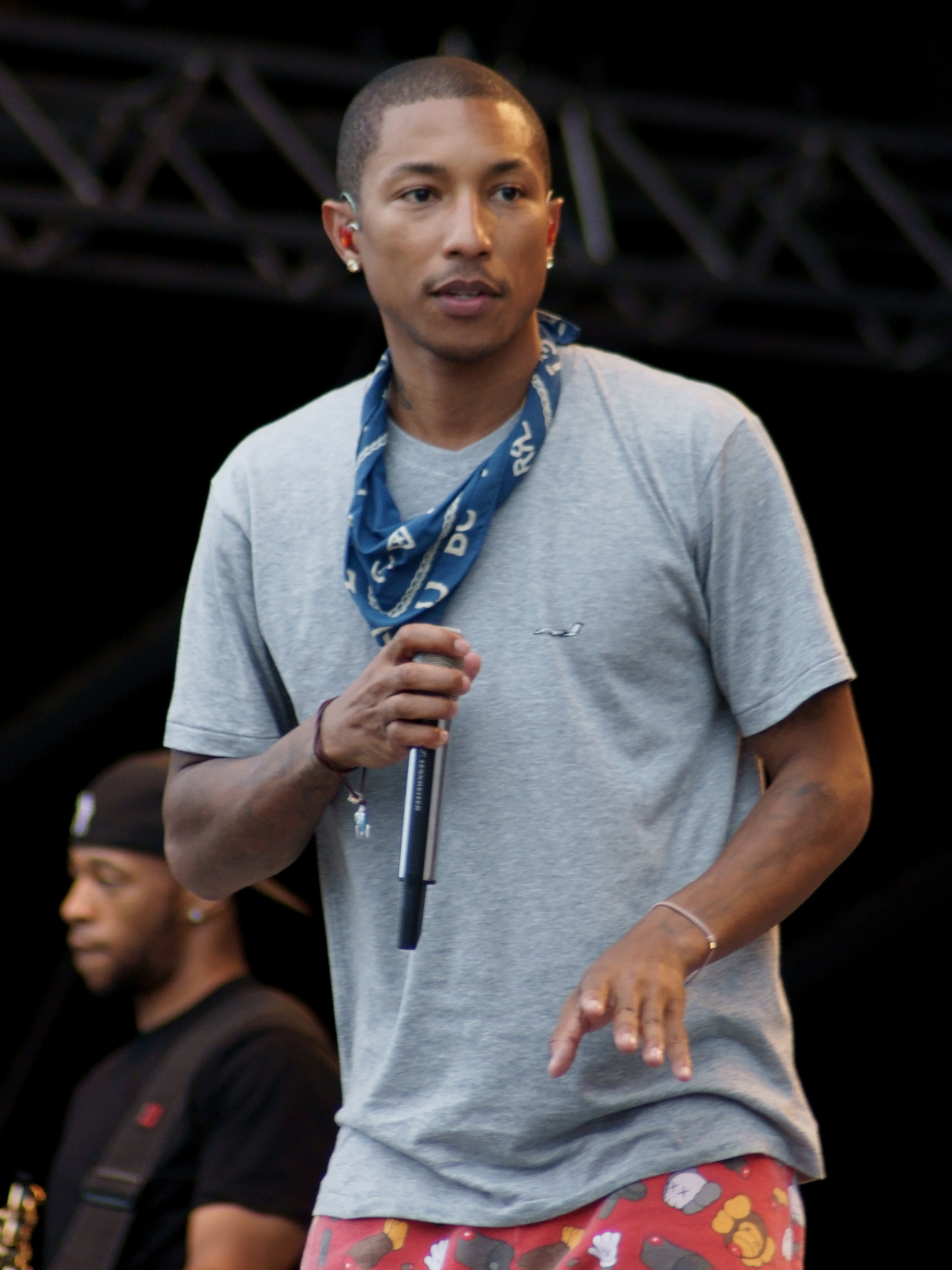
Фаррелл Уильямс с синглом «Happy» в 4-й раз возглавил хит-парад США.

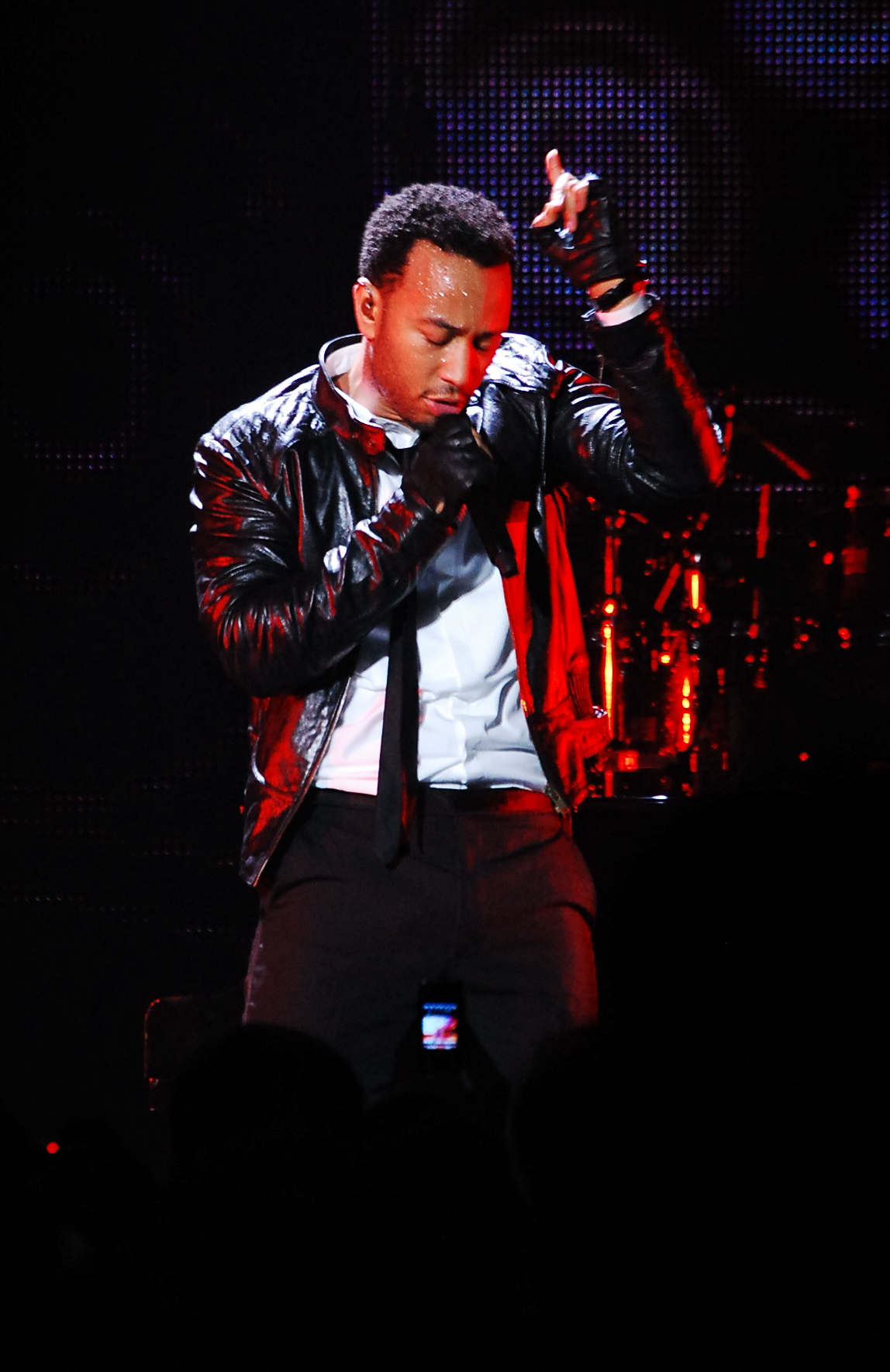
Джон Ледженд три недели лидировал с синглом «All of Me».

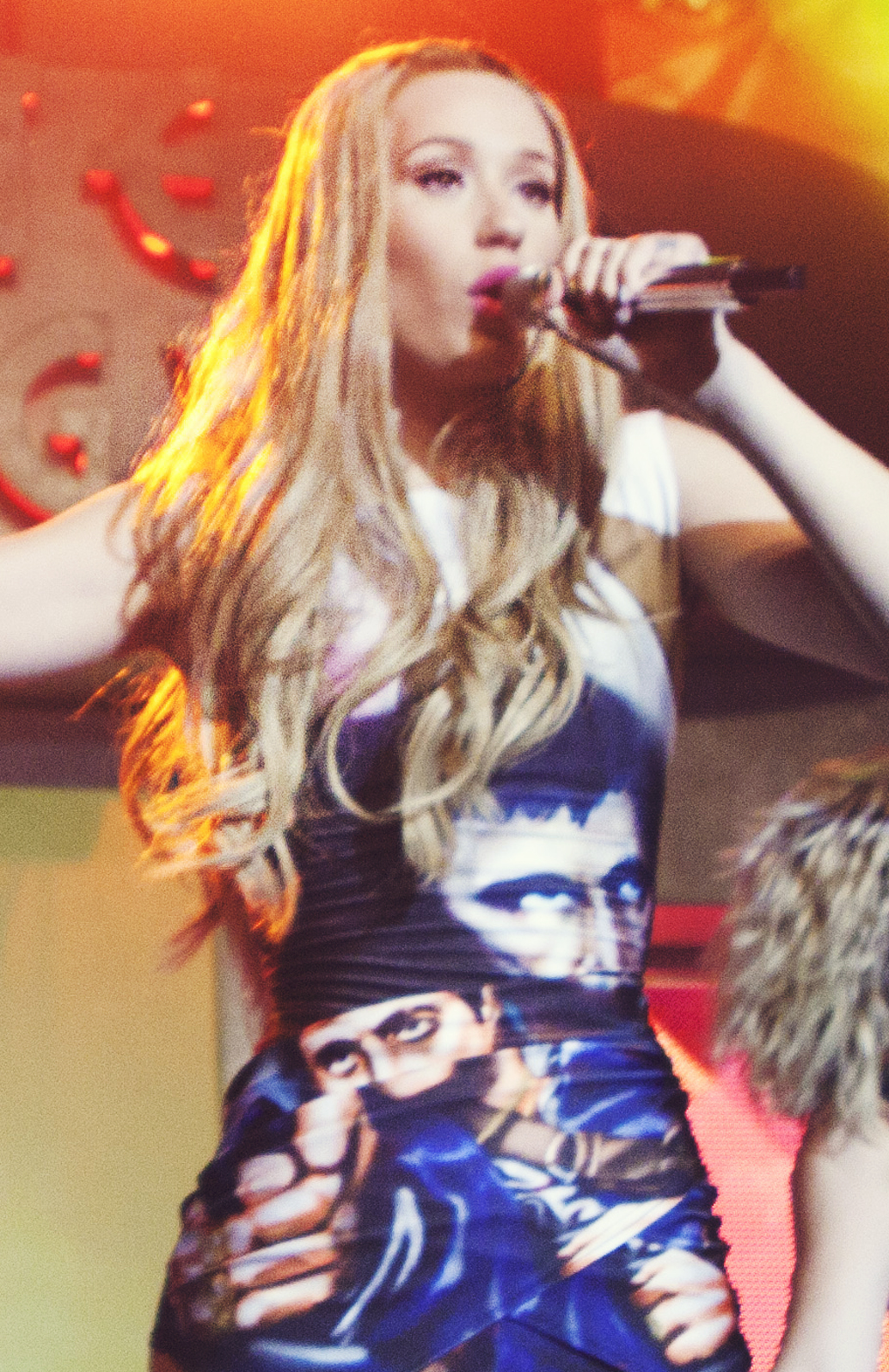
Австралийская певица Игги Азалия впервые поднялась на первое место в США, заодно повторив исторический рекорд группы Beatles (полвека спустя: 1964!)….

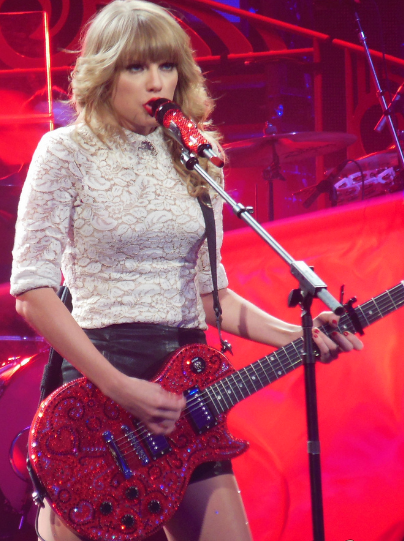
Тейлор Свифт с синглом «Shake It Off» четыре недели возглавляла чарт, который затем сместил её же хит «Blank Space» (первая в истории самозамена на вершине чарта для женщины-солистки).

Список синглов № 1 в США в 2014 году включает синглы, возглавлявшие главный хит-парад Северной Америки по итогам каждой из недель 2014 года. В нём учитываются наиболее продаваемые синглы (песни) исполнителей США, как на физических носителях (лазерные диски, грампластинки, кассеты), так и в цифровом формате (mp3 и другие). Составляется редакцией старейшего музыкального журнала США Billboard и поэтому называется Billboard Hot 100 («Горячая Сотня» журнала Billboard).
Лучшим хитом 2014 года стал сингл «Happy» американского музыканта Фаррелла.

## Общие сведения
- Первым лидером 2014 года стал сингл «The Monster» в исполнении Эминема при участии Рианны (их 5-й и 13-й соответственно чарттопперы) и второй совместный. Суммарно с 2013 годом это уже 3-я неделя во главе списка Hot 100 и 8-я неделя на № 1 в чартах Hot R&B/Hip-Hop Songs и Rap Songs[7]. Таким образом Eminem опередил всех рэперов по числу синглов № 1 (пять): 5 — Diddy, 5 — Ludacris, 4 — 50 Cent, 4 — Jay Z, 4 — Nelly, 4 — T.I., 4 — Kanye West. Ранее, во вторую неделю лидерства, певица Рианна догнала Майкла Джексона (13), деля с ним общее третье место после группы Beatles (20) и певицы Мэрайи Кэри (18)[8]. У Дайаны Росс 6 сольных хитов № 1 и ещё 12 хитов, полученных в качестве солистки группы Supremes. Также 12 у Мадонны[9].
- 11 января Рианна в 4-ю неделю нахождения на № 1 хита «The Monster», вышла на 4-е суммарное место в истории по общему числу недель лидирования всех её чарттопперов: 51 неделя на № 1 (где было 13 её хитов). Только три исполнителя имеют больший показатель (с 1955 года): Элвис Пресли (80 недель), Мэрайя Кэри (79 недель и 18 её хитов), The Beatles (59 недель и 20 их хитов), и теперь позади Boyz II Men (50) и Usher (47 и 9 его хитов)[5][10][11].
- 18 января после 4-недельного пребывания на втором месте лидером хит-парада стал сингл Timber в исполнении Pitbull и Ke$ha. Для Питбуля это 2-й чарттоппер в Hot 100 (после «Give Me Everything» при участии Ne-Yo, Afrojack и Nayer, 2011), а для Кеши уже третий (после «TiK ToK», 2010, и «We R Who We R», 2010). Пробыв 4 недели на № 1 «The Monster» продолжил лидерство в других чартах (5 недель № 1 в Radio Songs и 10 недель № 1 в Hot R&B/Hip-Hop Songs, где позже пробыл 13 недель), а хит «Royals» певицы Lorde лидировал в рок-чарте (19 недель № 1 в Hot Rock Songs. Это 3-й результат после 23-недельного лидерства хита «Radioactive» группы Imagine Dragons и 20-недельного — хита Rope группы Foo Fighters). Ещё два рекордных лидерства: «Wake Me Up» Avicii (18 недель на № 1 в Hot Dance/Electronic Songs; позже увеличив рекорд до 19 недель); сингл «Wrecking Ball» певицы Майли Сайрус достиг рекорда в 12 недель на № 1, побив ранее установленный её же песней «We Can’t Stop» (11 недель) для нового чарта Streaming Songs[12]. Сингл «Dark Horse» Кэти Перри (3-й с её диска PRISM) при участии Juicy J вошёл в пятёрку лучших Hot 100 (6-4), а также он возглавил цифровой чарт Digital Songs, где стал её 10-м чарттоппером. Это второй показатель после 13 № 1 цифровых хитов Рианны. Далее: Eminem (9), Бритни Спирс (7), Бруно Марс (6) и Тейлор Свифт (6)[13].
- Сингл «Dark Horse» стал в феврале 9-м хитом № 1 в карьере Кэти Перри. Впереди только Beatles (20 хитов № 1), Мэрайя Кэри (18), Michael Jackson (13), Rihanna (13), Madonna (12), Supremes (12), Whitney Houston (11), Janet Jackson (10) и Stevie Wonder (10). Как и у Кэти Перри по 9 чарттопперов у Bee Gees, Elton John, Paul McCartney (соло/без The Beatles) и Usher. Все девять хитов № 1 Кэти Перри: «I Kissed a Girl» (2008), «California Gurls» при участии Snoop Dogg, «Teenage Dream», «Firework» (2010), «E.T.» при участии Канье Уэста, «Last Friday Night (T.G.I.F.)» (2011), «Part of Me» (2012), «Roar» (2013) и «Dark Horse»[14][15].
- Сингл «Happy» стал для Фаррелла 4-м чарттоппером, но лишь его первым хитом № 1 в качестве ведущего исполнителя. Он был в качестве соисполнителя (при участии) на трёх предыдущих сингла № 1 в США: Snoop Dogg’s «Drop It Like It’s Hot» (3 недели № 1 в 2004 году), Ludacris’s «Money Maker» (2 недели № 1 в 2006 году) и Robin Thicke’s «Blurred Lines» (12 недель № 1 в 2013 году). Кроме того, как часть дуэта Neptunes, Фаррелл был также продюсером и соавтором ещё двух хитов № 1 в США: Nelly’s «Hot in Herre» (7 недель № 1 в 2002 году) и Gwen Stefani’s «Hollaback Girl» (4 недели в 2005)[16][17].
- В 9-ю неделю лидерства сингл «Happy» позволил Фарреллу стать 6-м мужчиной более 6 месяцев находившемуся во главе Hot 100. 26 недель сложились из «Happy», «Blurred Lines» (12 недель № 1), Snoop Dogg’s «Drop It Like It’s Hot» (3 недели, 2004) и Ludacris' «Money Maker» (2, 2006). Лидерами по сумме недель на № 1 остаются Usher (47 недель на № 1), Майкл Джексон (37), Элтон Джон (34), Paul McCartney (30; без учёта его 59 недель на № 1 в составе Beatles) и T.I. (28). Фаррелл обошёл Eminem и Stevie Wonder, у каждого из которых по 25 недель во главе хит-парада синглов. Абсолютным же лидером по числу недель на № 1 остаётся Мэрайя Кэри (79)[18].
- В 10-ю неделю лидерства сингл «Happy» позволил Фарреллу стать 3-м мужчиной-солистом, кому удавалось это сделать. Ранее более 10 недель лидировали только Элтон Джон («Candle in the Wind 1997»/«Something About the Way You Look Tonight»; 14 недель, 1997-98) и Eminem («Lose Yourself»; 12 недель, 2002-03). Лидером остаётся (16 недель, 1995-96) певица Мэрайя Кэри и группа Boyz II Men с хитом «One Sweet Day». «Happy» стал 28-м с 1955 года синглом-чарттоппером из 1035 (3 %), которым удавалось быть на первом месте 10 или более недель). Также этот сингл 12 недель на № 1 в чарте Hot R&B/Hip-Hop Songs и 11 недель на № 1 в чарте Digital Songs (он запущен 30 октября 2004), где 13-недельный рекорд принадлежит Flo Rida's «Low» (2007 и 2008). Фаррел стал 6-м исполнителем, кому два или более раз удавалось лидировать со своими синглами по 10 или более недель. Ранее это сделали Boyz II Men (с тремя своими хитами «End of the Road» — 13 недель № 1 в 1992, «I'll Make Love to You» — 14 в 1994, «One Sweet Day» — 16 в 1995), Мэрайя Кэри («One Sweet Day», «We Belong Together» — 14 в 2005), The Black Eyed Peas («I Gotta Feeling», «Boom Boom Pow»), Бейонсе (11 недель в 2000—2001 годах с хитом «Independent Women Part I» в составе группы Destiny's Child и её соло-хит «Irreplaceable»), Мишель Уильямс («Independent Women Part I» и Nelly's «Dilemma» — 10 в 2002)[19][20].
- В 3-ю неделю лидерства Джона Ледженда (с синглом «All of Me») поп-король Майкл Джексон вписал в историю очередной свой уникальный абсолютный рекорд. Он стал первым в истории исполнителем, который все пять десятилетий подряд входил в чарт Top-10 (Hot 100). Его новый посмертный сингл «Love Never Felt So Good» (дуэт вместе с Justin Timberlake) поднялся с 22-го на 9-е место (первый в десятке лучших после его смерти в 2009 году). Впервые Майкл вошёл в Top-10 в 1971 году, когда на № 4 попал его хит «Got to Be There», и так было полвека подряд, его песни входили в лучшую десятку в десятилетия '70-е (4 раза), '80-е (17 раз), '90-е (6 раз), '00-е (1 раз) и '10-е (1 раз). Джексон обошёл пятерых прежних конкурентов, которые входили в десятку лучших по 4 десятилетия: Barbra Streisand, Шер (обе '60-'90-е), Aerosmith ('70-'00-е), Madonna и Уитни Хьюстон (обе в '80-'10-еs). (Уитни вошла в этот клуб уже посмертно в 2012 году). Ещё один рекорд продолжился: Джексон продлил своё пребывание в Десятке Лучших (Hot 100’s top 10) до 42 лет, 6 месяцев и 1 недели («Got to Be There» начал пребывание в top 10 с 20 ноября 1971 года, когда поднялся с № 13 на № 9; и на этой неделе к 31 мая 2014). На втором месте Santana, пробывшего в top 10 33 года и 8 месяцев (от 1970’s «Evil Ways» до 2003’s «Why Don’t You & I»). Певица Cher на третьем месте с 33 годами, 1 месяцем и 3 неделями в top 10 (1966-99)[21]. Сингл «Love Never Felt So Good» стал для Майкла его 29-м хитом в Top-10 (Hot 100). У певца Stevie Wonder 28 синглов в top 10, причём последний «You Rock My World» был в 2001 году. Madonna здесь абсолютный лидер: у неё 38 хитов в top 10, а у группы Beatles второе место с 34 хитами в Десятке. Вслед за третьим местом Джексона и 4-м Стиви Уандера следуют Мэрайя Кэри, Джанет Джексон и Элтон Джон, у каждого по 27 синглов (кроме того, у Джексона есть ещё 10 хитов top-10 в составе группы Jackson 5/Jacksons в 1970-84 годах)[21].
- В июне австралийская певица Игги Азалия повторила исторический рекорд группы Beatles (полвека спустя: 1964!) двумя дебютными синглами поднявшись на № 1 («Fancy») и № 2 (Problem) общенационального чарта США одновременно. 22 февраля 1964 года сингл Beatles «I Want to Hold Your Hand» был № 1 и одновременно «She Loves You» поднялся с № 3 на № 2 (а позже и на № 1)[1]. Азалия стала второй женщиной, которой удалось одновременно находится на двух первых местах 2 и более недель, после Ашанти, которой это удалось впервые сделать в 2002 году, с 20 апреля по 18 мая (сольно с «Foolish» и подпевая на сингле Fat Joe’s «What’s Luv?»). Ещё и Мэрайя Кэри также была на первых двух местах, но лишь одну неделю с хитами «We Belong Together» и «Shake It Off» с 10 сентября 2005 года[22]. В 5-ю неделю лидерства «Fancy» была уже 10 недель на № 1 в чарте Hot Rap Songs и 5 недель № 1 в Hot R&B/Hip-Hop Songs[23][23]. 5 недель подряд на двух верхних местах (№ 1 и № 2) кроме Азалии и Ашанти ранее находились лишь пятеро. Pharrell Williams сделал это недавно (2013), пробыв 5 недель подряд в двойном лидерстве (подпевая на Robin Thicke’s «Blurred Lines» вместе с T.I. и у Daft Punk’s «Get Lucky»). Ранее T.I. в 2008 был с таким же рекордом («Whatever You Like» и «Live Your Life», при участии Рианны), а в 2003—2004 годах на 8 недель подряд на первые два места никого не пускал дуэт OutKast («Hey Ya!» и «The Way You Move», с участием Sleepy Brown). Вторыми в истории этот рекорд поставили Bee Gees (пять недель, 1978), а первыми были Beatles, которые установили рекорд в 10 недель двойного лидерства подряд в 1964 году[24].
- В 6-ю неделю лидерства Азалия стала самой успешной исполнительницей рэпа (среди женщин ранее 5 недель на № 1 была Лил Ким, когда в 2001 году лидировал хит «Lady Marmalade» от квартета Christina Aguilera, Lil' Kim, Mya и P!nk, 2001), а песня «Fancy» была уже 11 недель на № 1 в чарте Hot Rap Songs и 6 недель № 1 в Hot R&B/Hip-Hop Songs[25]. В конце августа Азалия и установили ещё один совместный рекорд американского хит-парада: они стали первыми в истории парой исполнителей одновременно с тремя хитами у каждой в десятке лучших Hot-100. Если считать неодновременное нахождение в десятке, то ранее только две певицы имели по три сингла top 10: это Adele и Ashanti. Адель это сделала с синглами «Set Fire to the Rain», «Rolling in the Deep» и «Someone Like You» (№ 2, 5 и 7, соответственно) в неделю на 3 марта 2012 года, а Ашанти с её собственным хитом «Foolish» и двумя совместными, подпевая на синглах рэперов Ja Rule’s «Always on Time» и Fat Joe’s «Wut’s Luv?» (2002). Но только Гранде и Адель сделали это как ведущие исполнительницы на своих синглах. Среди других исполнителей (певцы и группы) свой трипл в десятке (одновременно три сингла в top 10 в Hot 100) имели: Beatles пять синглов одновременно две недели (4 и 11 апреля 1964); 50 Cent и T-Pain каждый имели по четыре сингла в top 10; Akon, Bee Gees, Chris Brown, Lil Wayne и Usher имели по три хита в десятке лучших. А всего таковых исполнителей-рекордсменов стало 12 (вместе с Гранде и Азалией)[26].
  - Азалия (3): «Fancy» (№ 5; Iggy Azalea при участии Charli XCX), «Black Widow» (№ 8; Iggy Azalea при участии Rita Ora) и «Problem» (№ 7; Ariana Grande при участии Iggy Azalea)
  - Гранде (3): «Break Free» (№ 4; Ariana Grande при участии Zedd), «Problem» (№ 7) и «Bang Bang» (№ 10; Jessie J, Ariana Grande & Nicki Minaj)
- Сингл «Rude» канадской поп-регги группы Magic! (Торонто) стал лишь 10-м за 56 лет рок-истории хитом № 1 в стиле регги. Ранее чарттопперами Hot 100 были: Шон Пол's «Get Busy» (2003); Шэгги's «It Wasn’t Me» и «Angel» (оба в 2001); Ini Kamoze’s «Here Comes the Hotstepper» (1994); UB40's «Red Red Wine» (1988) и «Can’t Help Falling in Love» (1993); Snow’s «Informer» (1993); Maxi Priest’s «Close to You» (1990); Эрик Клэптон's "I Shot the Sheriff, " написанный королём регги Бобом Марли (1974); и Johnny Nash's «I Can See Clearly Now» (1972). Песня «Israelites» в исполнении Desmond Dekker & the Aces была одним из первых регги-хитов, достигшим top 10, поднявшись до № 9 в 1969 году). Группа Magic! стала 6-й группой из Канады, имеющей хиты № 1 в США после групп Nickelback (4 недели № 1 с хитом «How You Remind Me» с 22 декабря 2001); Barenaked Ladies («One Week», 1998), Sheriff («When I’m With You», 1989), Bachman-Turner Overdrive («You Ain’t Seen Nothing Yet», 1974) и Guess Who (the Stateside-themed «American Woman»)[27]. В 5-ю неделю лидерства «Rude», песня «Fancy» была уже 17 недель на № 1 в чарте Hot Rap Songs, 12 недель № 1 в Hot R&B/Hip-Hop Songs, а также 11 недель № 1 в новом чарте Songs of the Summer и 13 недель № 1 в Streaming Songs (потоковое радио и интернет-видео)[26][28][29][30].
- Shake It Off певицы Тейлор Свифт стал её 2-м чарттоппером и 60-м (с дебюта в 2006 году) синглом Свифт в горячей сотне Hot 100, второй результат в 56-летней рок-истории после Ареты Франклин, у которой 73 хита в сотне (а с учётом всех исполнителей Тейлор стала 13-й по счёту с таким результатом). В 1-ю неделю лидерства «Shake It Off», песня «Fancy» (Игги Азалия) была уже 18 недель на № 1 в чарте Hot Rap Songs[31]. Одновременно «Shake It Off» стала 18-й песней на первом месте чарта для её соавтора и сопродюсера Макса Мартина (8 из 18 чарттопперов он написал для Katy Perry). Он вышел на третье почётное место после двух неоспоримых лидеров-песенников за всю 56 летнюю историю Hot 100: Пол Маккартни (автор 32 хитов № 1) и Джон Леннон (26). Четвёртой в этом списке идёт Мэрайя Кэри (17)[32].
- 20 сентября чарт на 8 недель возглавил дебютный сингл «All About That Bass» певицы Meghan Trainor (1 039-й чарттоппер в 56-летней истории Hot 100). Это второй за год дебютный женский чарттоппер после Игги Азалия («Fancy»). Последний раз сразу две певицы дебютировали на № 1 в 2008 году: Леона Льюис («Bleeding Love») и Кэти Перри («I Kissed a Girl»). Меган стала 6-й представительницей штата Массачусетс, возглавившей хит-парад синглов Hot 100, после Donna Summer, Bobby Brown, Aerosmith, Extreme и New Kids on the Block[33]. Во вторую неделю лидерства сингла «All About That Bass» все первые пять мест хит-парада занимали только женщины-исполнительницы: № 1 — Meghan Trainor, № 2 — Тейлор Свифт («Shake It Off»), № 3 — Ники Минаж («Anaconda»), № 4 — Iggy Azalea («Black Widow») при участии Rita Ora, и № 5 — Минаж («Bang Bang») вместе с Jessie J и Ariana Grande. Это лишь 7-я и 8-я такая «женская» неделя за полвека. Последний раз такое было в 2012 году (3 марта): Кэти Перри, Adele (дважды), Уитни Хьюстон и Kelly Clarkson. До этого, ещё в 1999 году (20 марта 2 недели подряд) было такое же главенство женщин в Top-5 и как и сегодня рекорд по числу женщин в пятёрке лучших (сразу 7 певиц с учётом дуэтов и трио): Шер, Хьюстон (при участии Фэйт Эванс и Kelly Price), Monica, Мэрайя Кэри и Сара Маклахлан[34]. А впервые такое доминирование прекрасного пола в пятёрке лучших синглов (только солистки, без учёта женских групп) произошло 13 февраля 1999 года (3 недели подряд, 13, 20 и 27 февраля): 1 — «Angel of Mine» Monica, 2 — «…Baby One More Time» Britney Spears, 3 — «Nobody’s Supposed to Be Here» Deborah Cox, 4 — «Believe» Cher, 5 — «Have You Ever?» Brandy. Тогда же (27 февраля) был установлен рекорд в 6 первых мест только с женщинами солистками: Monica, Cher, Houston (при участии Evans и Price), Spears, McLachlan и Cox (№ 1—6)[35] В третью неделю лидерства сингла «All About That Bass» (на 2 октября) все первые пять мест хит-парада снова занимали только женщины-исполнительницы: № 1 — Meghan Trainor, № 2 — Тейлор Свифт («Shake It Off», три недели на 2-м месте), № 3 — Ники Минаж («Bang Bang») вместе с Jessie J и Ariana Grande, № 4 — Ники Минаж («Anaconda»), № 5 — Iggy Azalea («Black Widow») при участии Rita Ora. Это 9-я неделя в истории только с женщинами-солистками (без мужчин и групп) в верхней пятёрке чарта[36]. Полностью женской сольной пятёркой вершина чарта оставалась 7 недель подряд[37]. «All About That Bass» также пробыл 9 недель на № 1 в чарте Streaming Songs и 8 недель на № 1 в Digital Songs, и 3 недели № 1 в Radio Songs[38].
- В ноябре сингл Shake It Off певицы Тейлор Свифт вернулся на первое место (его 3-я и 4-я недели на вершине) спустя 8 недель нахождения на № 2. Одновременно, ещё 4 сингла с нового её альбома 1989 (в эту же неделю ставшего № 1 в Billboard 200) дебютировали в Hot 100 («Space» на № 18, «Style» на № 60, «Wildest Dreams» на № 76 и «Bad Blood» на № 80), доведя общее число синглов Свифт в горячей сотне до 66 (ранее ещё два сингла с нового диска попали в сотню: «Out of the Woods» на № 18 и «Welcome to New York» на № 48). Больше только у Ареты Франклин (73) и ниже показатели (по 56) у Madonna и Дайон Уорвик[38][39].
- В конце ноября сингл «Blank Space» певицы Тейлор Свифт с № 13 ворвался на первое место и певица стала первой в 56-летней рок-истории женщиной, чьи синглы сместили друг друга на № 1 в США. Это третий её чарттоппер после «Shake» (который упал на № 3) и «We Are Never Ever Getting Back Together» (2012). Тейлор Свифт стала 10-м исполнителем, самосменившим самого себя на вершине чарта, после Beatles (у которых было три сингла в ряду: «I Want to Hold Your Hand», «She Loves You» и «Can’t Buy Me Love»; 1964); Boyz II Men (1994); Puff Daddy (1997); Ja Rule (2002); Nelly (2002); OutKast (2004); Usher (2004); T.I. (2008) и Black Eyed Peas (2009)[40].

## Список синглов № 1
| Дата        | Песня                 | Исполнитель                        | Ссылка |
| ----------- | --------------------- | ---------------------------------- | ------ |
| 4 января    | «The Monster»         | Эминем при участии Рианны          | [ 7 ]  |
| 11 января   | «The Monster»         | Эминем при участии Рианны          | [ 41 ] |
| 18 января   | «Timber»              | Питбуль при участии Кеши           | [ 42 ] |
| 25 января   | «Timber»              | Питбуль при участии Кеши           | [ 13 ] |
| 1 февраля   | «Timber»              | Питбуль при участии Кеши           | [ 43 ] |
| 8 февраля   | «Dark Horse»          | Кэти Перри при участии Juicy J     | [ 14 ] |
| 15 февраля  | «Dark Horse»          | Кэти Перри при участии Juicy J     | [ 44 ] |
| 22 февраля  | «Dark Horse»          | Кэти Перри при участии Juicy J     | [ 45 ] |
| 1 марта     | «Dark Horse»          | Кэти Перри при участии Juicy J     | [ 46 ] |
| 8 марта     | «Happy»               | Фаррелл Уильямс                    | [ 16 ] |
| 15 марта    | «Happy»               | Фаррелл Уильямс                    | [ 47 ] |
| 22 марта    | «Happy»               | Фаррелл Уильямс                    | [ 48 ] |
| 29 марта    | «Happy»               | Фаррелл Уильямс                    | [ 49 ] |
| 5 апреля    | «Happy»               | Фаррелл Уильямс                    | [ 50 ] |
| 12 апреля   | «Happy»               | Фаррелл Уильямс                    | [ 51 ] |
| 19 апреля   | «Happy»               | Фаррелл Уильямс                    | [ 52 ] |
| 26 апреля   | «Happy»               | Фаррелл Уильямс                    | [ 53 ] |
| 3 мая       | «Happy»               | Фаррелл Уильямс                    | [ 18 ] |
| 10 мая      | «Happy»               | Фаррелл Уильямс                    | [ 20 ] |
| 17 мая      | «All of Me»           | Джон Ледженд                       | [ 54 ] |
| 24 мая      | «All of Me»           | Джон Ледженд                       | [ 55 ] |
| 31 мая      | «All of Me»           | Джон Ледженд                       | [ 21 ] |
| 7 июня      | «Fancy»               | Игги Азалия при участии Charli XCX | [ 1 ]  |
| 14 июня     | «Fancy»               | Игги Азалия при участии Charli XCX | [ 22 ] |
| 21 июня     | «Fancy»               | Игги Азалия при участии Charli XCX | [ 56 ] |
| 28 июня     | «Fancy»               | Игги Азалия при участии Charli XCX | [ 23 ] |
| 5 июля      | «Fancy»               | Игги Азалия при участии Charli XCX | [ 24 ] |
| 12 июля     | «Fancy»               | Игги Азалия при участии Charli XCX | [ 25 ] |
| 19 июля     | «Fancy»               | Игги Азалия при участии Charli XCX | [ 57 ] |
| 26 июля     | «Rude»                | Magic!                             | [ 27 ] |
| 2 августа   | «Rude»                | Magic!                             | [ 28 ] |
| 9 августа   | «Rude»                | Magic!                             | [ 29 ] |
| 16 августа  | «Rude»                | Magic!                             | [ 30 ] |
| 23 августа  | «Rude»                | Magic!                             | [ 26 ] |
| 30 августа  | «Rude»                | Magic!                             | [ 58 ] |
| 6 сентября  | «Shake It Off»        | Тейлор Свифт                       | [ 31 ] |
| 13 сентября | «Shake It Off»        | Тейлор Свифт                       | [ 59 ] |
| 20 сентября | «All About That Bass» | Меган Трейнор                      | [ 33 ] |
| 27 сентября | «All About That Bass» | Меган Трейнор                      | [ 34 ] |
| 4 октября   | «All About That Bass» | Меган Трейнор                      | [ 36 ] |
| 11 октября  | «All About That Bass» | Меган Трейнор                      | [ 60 ] |
| 18 октября  | «All About That Bass» | Меган Трейнор                      | [ 61 ] |
| 25 октября  | «All About That Bass» | Меган Трейнор                      | [ 62 ] |
| 1 ноября    | «All About That Bass» | Меган Трейнор                      | [ 37 ] |
| 8 ноября    | «All About That Bass» | Меган Трейнор                      | [ 63 ] |
| 15 ноября   | «Shake It Off»        | Тейлор Свифт                       | [ 38 ] |
| 22 ноября   | «Shake It Off»        | Тейлор Свифт                       | [ 39 ] |
| 29 ноября   | «Blank Space»         | Тейлор Свифт                       | [ 40 ] |
| 6 декабря   | «Blank Space»         | Тейлор Свифт                       | [ 64 ] |
| 13 декабря  | «Blank Space»         | Тейлор Свифт                       | [ 65 ] |
| 20 декабря  | «Blank Space»         | Тейлор Свифт                       | [ 66 ] |
| 27 декабря  | «Blank Space»         | Тейлор Свифт                       | [ 67 ] |

## Лидеры по числу недель
| Исполнитель     | Число недель на № 1 | Число хитов № 1 |
| --------------- | ------------------- | --------------- |
| Фаррелл Уильямс | 10                  | 1               |
| Тейлор Свифт    | 9 (4+5)             | 2               |
| Меган Трейнор   | 8                   | 1               |
| Игги Азалия     | 7                   | 1               |
| Magic!          | 6                   | 1               |